# Coup d'État du 12 octobre 1999 au Pakistan
Vous lisez un « article de qualité » labellisé en 2017.
Le coup d’État du 12 octobre 1999 au Pakistan, mené sans effusion de sang par le chef de l'armée Pervez Musharraf, renverse le Premier ministre élu Nawaz Sharif et son gouvernement. La prise de pouvoir conduit à un régime militaire autoritaire dominé par la personne de Musharraf durant près de neuf années, avant qu'un mouvement de contestations et des élections législatives ne conduisent à sa démission.
Le 12 octobre 1999, Musharraf est l'instigateur du coup d’État militaire contre le gouvernement civil de Nawaz Sharif, peu après le conflit de Kargil, dans un contexte tendu entre le pouvoir civil et le pouvoir militaire. Nawaz Sharif avait tenté de remplacer Pervez Musharraf, alors en voyage au Sri Lanka en tant que chef d'état-major des armées, par le directeur général de l'Inter-Services Intelligence, Ziauddin Khawaja. L'armée reste cependant fidèle à Musharraf alors que Nawaz Sharif et d'autres membres de son entourage sont arrêtés et envoyés en exil.
Pervez Musharraf devient ensuite officiellement président de la République islamique en 2001, confortant son pouvoir par un plébiscite puis surtout par les élections législatives de 2002, qui mettent en place un gouvernement le soutenant. La condamnation internationale est en revanche générale, mais s'atténue rapidement lorsque le Pakistan offre son aide aux États-Unis après les attentats du 11 septembre 2001. Un régime présidentiel autoritaire est remis en place avec une réforme de la Constitution. Musharraf gouverne ainsi le pays jusqu'en 2008, date à laquelle il démissionne sous la pression d'un nouveau gouvernement civil.

## Contexte

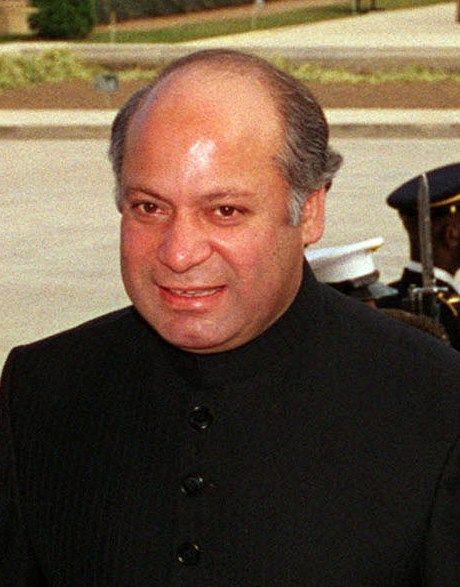
Nawaz Sharif en 1998.

### Second mandat de Nawaz Sharif
Depuis 1988 et la fin du régime militaire de Muhammad Zia-ul-Haq, le Pakistan connaît une forte instabilité politique, quatre gouvernements se succédant en moins d'une décennie sans terminer leur mandat. Le Parti du peuple pakistanais de Benazir Bhutto et la formation de Nawaz Sharif se disputent le pouvoir durant quatre élections consécutives, toutes anticipées à la suite d'une décision du président de la République. En effet, depuis une réforme en 1985 due au général Zia-ul-Haq, la Constitution du Pakistan confère au président de la République un rôle important. Celui-ci peut ainsi démettre son Premier ministre et dissoudre les assemblées.
Le 17 février 1997, Nawaz Sharif redevient Premier ministre à la suite des élections législatives. Ces dernières sont largement gagnées par son parti politique, la Ligue musulmane du Pakistan (N) avec une confortable majorité des deux-tiers à l'Assemblée nationale. Les urnes lui donnent ainsi les moyens de mener sa politique et d'asseoir son autorité. Il réussit à faire élire un proche, Muhammad Rafiq Tarar, au poste de président de la République le 1er janvier 1998. Grâce à sa majorité parlementaire, le Premier ministre se lance dans une réforme de la Constitution qui va faire de lui le principal détenteur du pouvoir exécutif. Pour ce faire, il retire la plupart des pouvoirs discrétionnaires au président et renforce la discipline parlementaire. En conséquence, Nawaz Sharif se voit progressivement accusé de concentration des pouvoirs et de dérive autoritaire par une partie de la presse, notamment à la suite de l'arrestation d'un éditorialiste.

### Conflit avec le pouvoir militaire
Le pouvoir très fort des militaires au Pakistan pousse le Premier ministre à se méfier d'eux. Mais l'armée conserve un budget très élevé et les efforts nucléaires sont poursuivis. Cependant, si l'armée reçoit du gouvernement des pouvoirs exceptionnels pour mener ses opérations militaires, elle est réticente à aider Nawaz Sharif à asseoir son autorité.
Le 7 octobre 1998, le chef de l'armée Jehangir Karamat est poussé à la démission et le Premier ministre tente de nommer un proche à sa place. Le chef du gouvernement aurait agi ainsi à la suite des propos du chef de l'armée en faveur de l'institutionnalisation du rôle de l'armée via le conseil national de sécurité et dans le but d'assurer la loyauté des militaires envers le pouvoir civil,. Toutefois, il renonce face à la pression de la hiérarchie militaire et choisit plutôt Pervez Musharraf en ignorant la priorité de deux généraux plus anciens, qui démissionnent à leur tour. Nommé le 7 octobre 1998, Musharraf est choisi par Sharif qui le voit comme un général loyal et disposant de peu d'influence. Le général se voit attribuer les deux postes les plus élevés de l'armée. Ce cumul contribue à saper la confiance des généraux plus anciens envers le gouvernement,.
Les relations entre pouvoirs civil et militaire se détériorent surtout à la suite du conflit de Kargil pendant l'été 1999. Le Pakistan s'engage dans ce dernier afin de tenter d'appuyer une révolte musulmane dans la partie indienne du Cachemire grâce à des unités infiltrées, comptant récupérer cette région disputée depuis l'indépendance des deux pays. Face à la réaction de l'armée indienne, l'opération tourne rapidement au fiasco. Mis en difficulté sur la scène internationale, surtout face à son allié américain, Nawaz Sharif négocie rapidement avec les États-Unis le retrait des troupes pakistanaises et l'abandon des opérations le 4 juillet. Les négociations se déroulent sans impliquer l'armée ni même consulter les généraux, le gouvernement imputant même la responsabilité du déclenchement des hostilités aux militaires. Ces derniers désapprouvent la décision du Premier ministre et se jugent humiliés, d'autant plus qu'ils craignent une enquête politique sur la débâcle militaire à Kargil.
La crise concerne toute l'armée : le 5 octobre 1999, soit quelques jours avant le coup d’État, le chef de la marine pakistanaise Fasih Bokhari démissionne en partie à la suite des désaccords avec le pouvoir civil. Il avait en effet critiqué l'ordre de cumul des deux plus hauts postes militaires par Musharraf, contre l'avis même de ce dernier. D'un autre côté, l'amiral confie à la presse en 2002 avoir démissionné avec l'accord de Musharraf car il ne souhaitait pas participer à un coup d’État qui était selon lui déjà en préparation.

## Coup d’État

### Évènements du 12 octobre

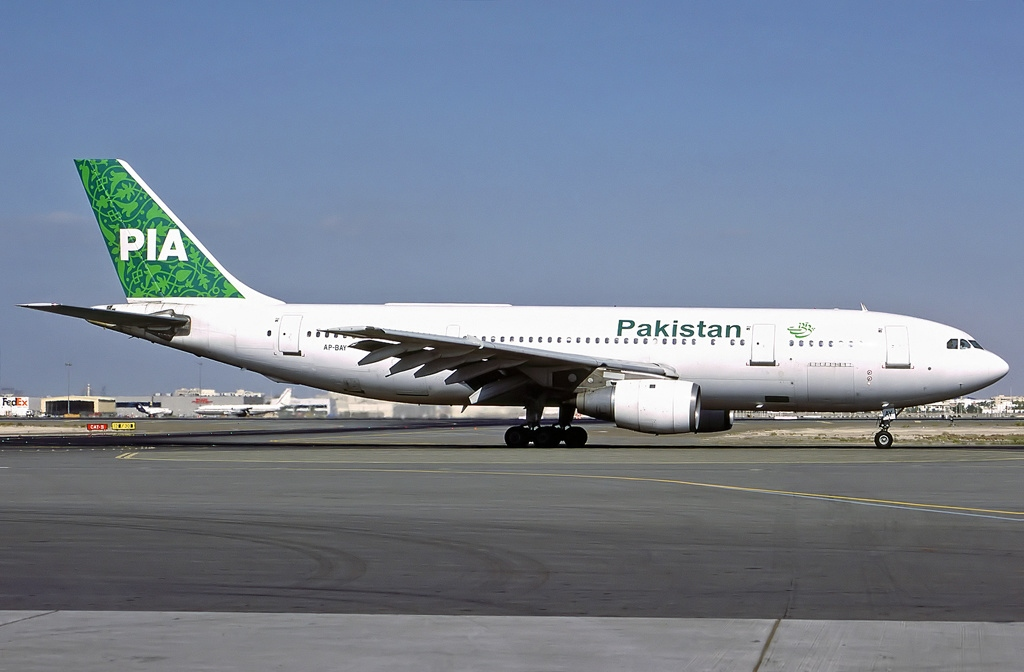
Un Airbus A300, similaire à l'avion emprunté par Musharraf pour rentrer au Pakistan le 12 octobre.

À la suite des déboires du conflit de Kargil, les relations entre pouvoirs civil et militaire sont exécrables. Les tensions s'aggravent encore quand le 10 août 1999, l'Indian Air Force abat un avion militaire pakistanais. Les rumeurs de coup d’État se propagent alors dans les médias durant le mois de septembre. Peu avant de partir pour un déplacement officiel à Multan, Nawaz Sharif aurait reçu un appel téléphonique émanant d'une « source fiable » lui faisant état d'une conspiration militaire en cours, ce à quoi il réagit immédiatement. Le 12 octobre 1999, alors que le chef de l'armée Pervez Musharraf est en déplacement officiel au Sri Lanka, le Premier ministre annonce à 17 heures qu'il nomme le directeur général de l'Inter-Services Intelligence Ziauddin Khawaja en tant que nouveau chef de l'armée pakistanaise. Musharraf embarque alors rapidement dans un avion de ligne à destination de l'aéroport international de Karachi, le vol 805 de Pakistan International Airlines parmi 200 autres passagers. Le Premier ministre ordonne la fermeture de l'aéroport afin d'empêcher l’atterrissage. Les lumières sur la piste permettant un atterrissage de nuit sont notamment éteintes et des camions de pompiers y sont placés pour bloquer l'accès, alors que les autorités civiles tentent de dérouter l'avion vers l'Inde. Toutefois, Musharraf prend contact avec la hiérarchie militaire, qui le soutient dans sa grande majorité. Il reçoit notamment l'appui stratégique de Shahid Aziz, le directeur général des opérations militaires, ainsi que de dix commandants des onze corps d'armée, à la seule exception de celui du Baloutchistan.
Dès 20 heures, l'armée prend le contrôle de divers points stratégiques, dont la résidence officielle du Premier ministre à Islamabad, le siège de la télévision d’État et l'aéroport de Karachi avec sa tour de contrôle, autorisant l’atterrissage de Musharraf. Dans la foulée, Nawaz Sharif et divers membres de sa famille sont arrêtés et emprisonnés, dont notamment son frère Shehbaz Sharif, le ministre en chef de la province du Pendjab. Les autorités civiles n'opposent aucune résistance, pas un coup de feu n'est tiré et le coup d’État ne fait aucun blessé. De plus, les militaires ne peinent pas à maintenir l'ordre, vu le peu de soutien politique et populaire en faveur de Nawaz Sharif à ce moment,.

### Renversement de l'ordre constitutionnel

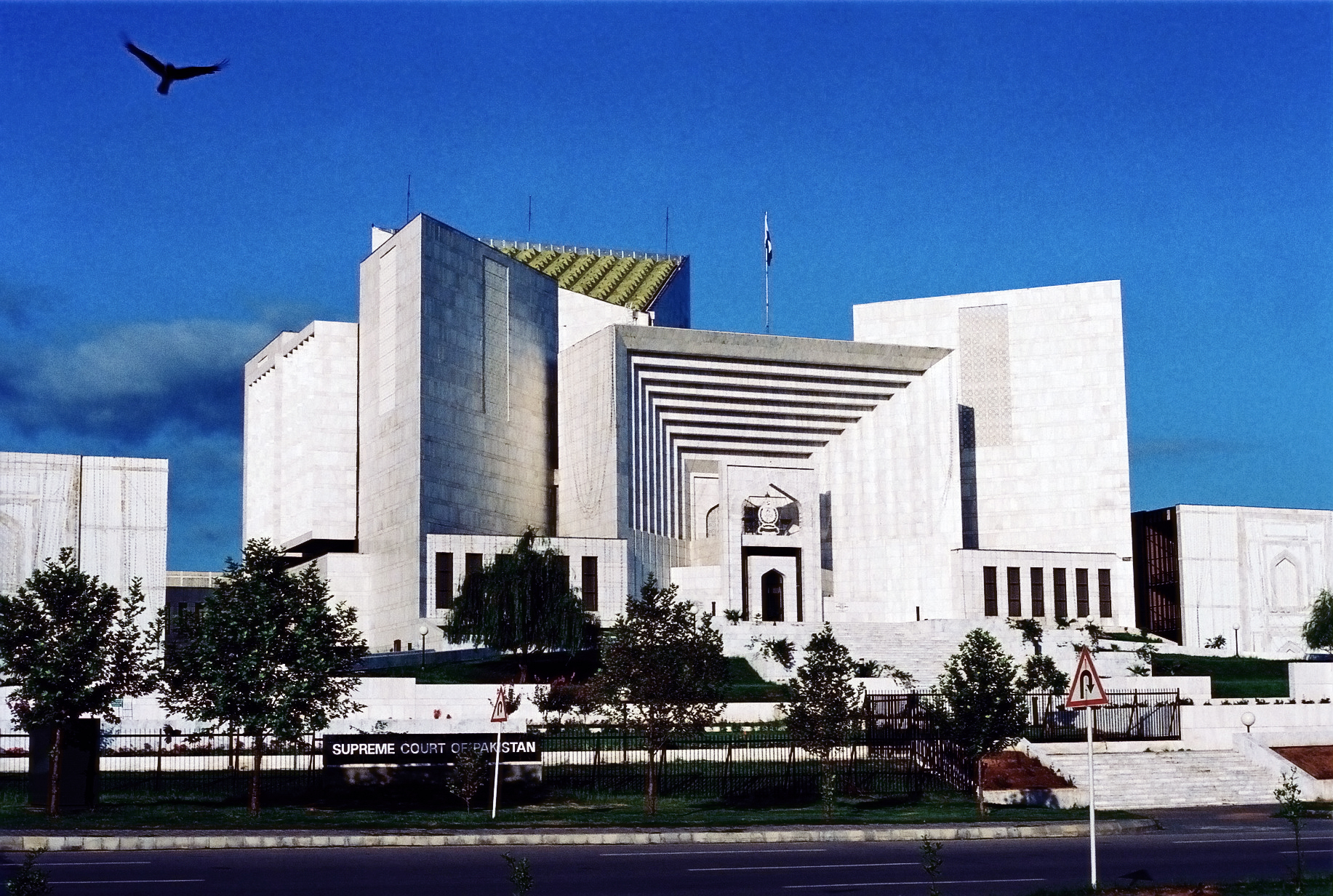
Siège de la Cour suprême du Pakistan.

Le renversement par la force du gouvernement civil représente une prise de pouvoir illégale des militaires, et laisse une vacance dans la gouvernance du pays. Dès le 14 octobre 1999, le général Musharraf fait une allocution à la télévision d’État où il annonce que les autorités militaires mettent en place l'état d'urgence et un « ordre constitutionnel provisoire » censé suspendre la Constitution de 1973. Le premier prévoit d'un côté que le président de la République Muhammad Rafiq Tarar reste en fonction, mais le Parlement et les assemblées provinciales sont dissoutes. L'ordre constitutionnel fait de Pervez Musharraf le « chef de l’exécutif », équivalent du poste de Premier ministre, et lui confère les quasi-pleins pouvoirs. Seules les cours de justice continuent leur travail, mais l'ordre constitutionnel provisoire leur refuse tout contrôle de ces deux textes. La loi martiale n'est toutefois pas déclarée et l'ordre juridique infra-constitutionnel est conservé.
Le 17 octobre, à l'occasion d'une nouvelle allocution télévisée, Pervez Musharraf annonce que les militaires n'ont pas l'intention de conserver le pouvoir et parle même d'une « autre voie vers la démocratie ». Il met en place le même jour un « Conseil national de sécurité » composé de deux généraux et quatre hauts fonctionnaires. De fait, le pouvoir repose surtout entre les mains des généraux dirigeant les onze corps d'armée. Le pouvoir des médias est également encadré par l'établissement d'une « agence de régulation » qui sélectionne les médias autorisés par des licences.
Dès le mois de novembre 1999, des plaintes sont déposées à la Cour suprême, dont celle du député Zafar Ali Shah qui demande la réinstallation du gouvernement déchu. La juridiction accepte d'examiner les plaintes le 1er décembre. Toutefois, sous la pression des militaires, les treize juges de la Cour sont invités à prêter serment envers le nouvel ordre constitutionnel, qui légalise le coup d’État et rend donc les plaintes caduques. Six d'entre eux refusent de prêter serment, dont le président de la Cour Saeeduzzaman Siddiqui. Ils sont immédiatement forcés à démissionner par les militaires et la Cour valide l'ordre constitutionnel provisoire le 30 janvier 2000, tout en le limitant à une durée maximale de trois ans. Le 12 mai, la Cour suprême légalise le coup d’État mais demande un retour au droit commun et l'organisation d'élections.

## Réactions internationales

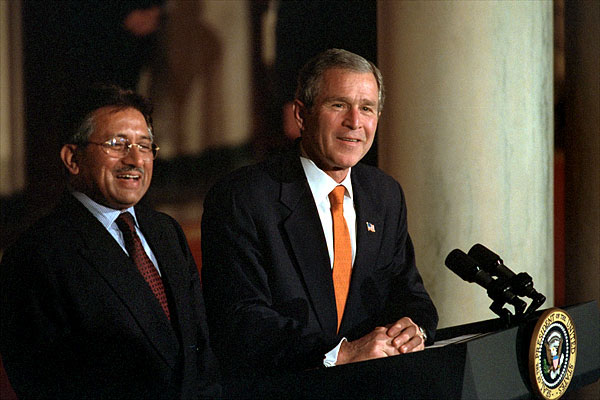
Pervez Musharraf et le président américain George W. Bush le 13 février 2002.

Le coup d’État du 12 octobre est quasi unanimement condamné dans le monde et surtout par les puissances occidentales. Le porte-parole du département d'État des États-Unis James Rubin demande le respect de la Constitution du Pakistan alors que le ministre des Affaires étrangères de la France Hubert Védrine demande à l'armée pakistanaise de respecter les institutions. Du côté du Royaume-Uni, le secrétaire d'État des Affaires étrangères Robin Cook demande la restauration de la démocratie et de l’État de droit. La Russie indique également espérer le rétablissement de la démocratie. En revanche, les puissants voisins que sont la Chine et l'Inde réagissent avec plus de mesure, indiquant simplement suivre la situation avec inquiétude et espérer un retour à la stabilité.
En réaction, les États-Unis renforcent les sanctions économiques et militaires prises à l'encontre du Pakistan à l'occasion de ses essais nucléaires de l'année précédente. Toutefois, les attentats du 11 septembre 2001 vont radicalement changer la donne, alors que Pervez Musharraf offre aux autorités américaines la collaboration des forces armées de son pays dans la lutte contre les mouvements talibans qui opèrent à la frontière entre l'Afghanistan et le Pakistan, principalement dans les régions tribales. Les deux pays affichent alors une bonne entente et les sanctions liées aux essais nucléaires sont levées dès le 22 septembre 2001, puis celles liées au coup d’État le 17 octobre à la suite d'un vote du Congrès des États-Unis.

## Conséquences

### Réforme constitutionnelle

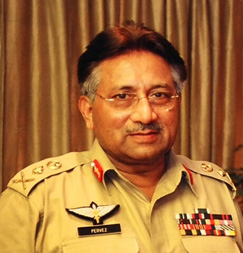
Le général Pervez Musharraf en uniforme militaire.

À la suite des désaccords avec le président de la République Muhammad Rafiq Tarar sur les réformes constitutionnelles à mener, le pouvoir militaire le force à démissionner. Il est remplacé dès le 20 juin 2001 par le général Pervez Musharraf, qui cumule les titres de chef de l’État et de chef de l'armée. L'armée confirme et consolide alors davantage son pouvoir, n'ayant plus aucun contre-pouvoir exécutif. Afin d'obtenir une légitimité démocratique, Musharraf organise le 30 avril 2002 un référendum l'autorisant à occuper le poste de président pour cinq années. Il est approuvé selon les résultats officiels par 97,5 % des votants avec un taux de participation de près de 71 %. L'opposition, qui a boycotté le scrutin, dénonce des résultats frauduleux. Le scrutin est en effet largement considéré comme une farce, la Commission pakistanaises des droits de l'Homme parlant d'« irrégularités grossières ». Musharraf finira par admettre les irrégularités dans son autobiographie.
Le référendum est rapidement suivi par la publication, en août 2002, d'un ordre fixant un nouveau cadre légal (Legal Framework Order, 2002), qui prévoit le rétablissement de la Constitution de 1973 mais lui apporte des amendements qui élargissent considérablement les pouvoirs du président, en lui permettant notamment de démettre son Premier ministre et de dissoudre l'Assemblée nationale, et prévoyant que chaque candidat aux élections doit être titulaire d'un diplôme universitaire. Le régime pakistanais redevient alors présidentiel, comme il l'a été lors deux des régimes militaires précédents, sous Ayub Khan et Zia-ul-Haq.

### Recomposition politique

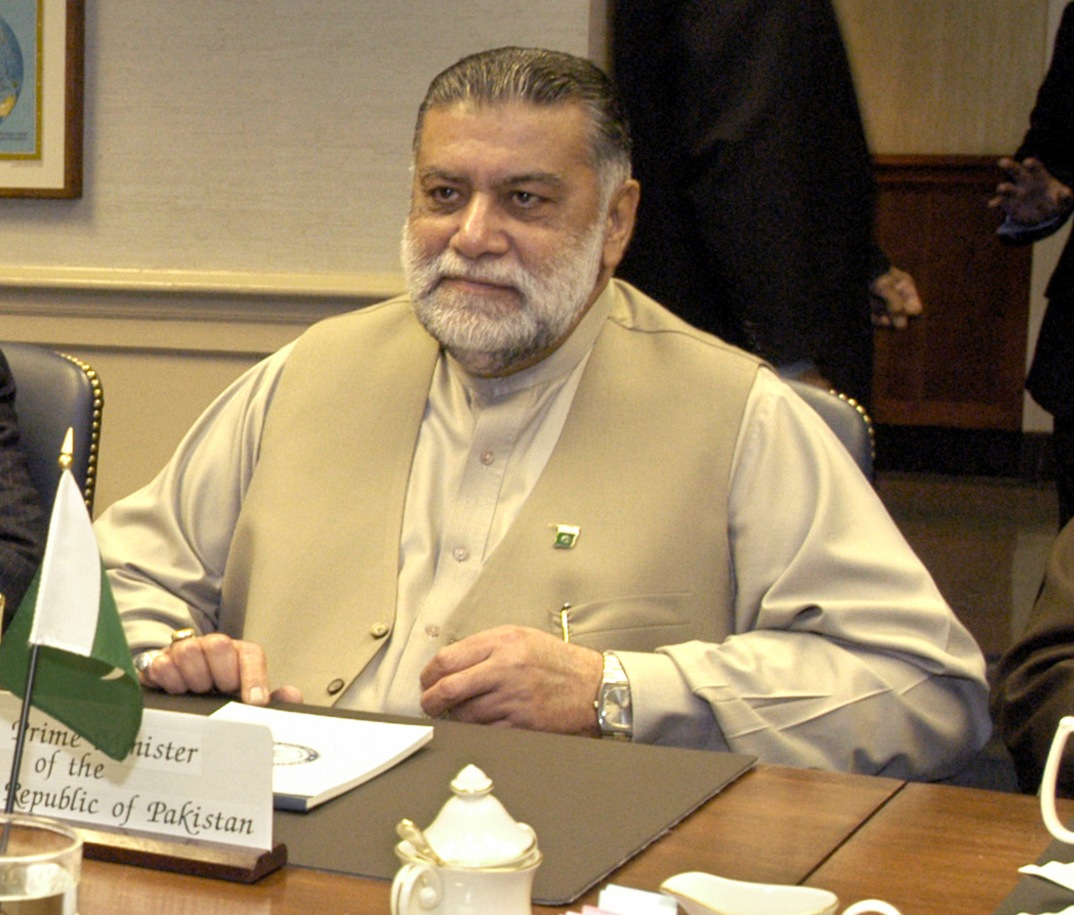
Le Premier ministre Zafarullah Khan Jamali.

Le nouveau pouvoir militaire, qui cherche à s'inscrire dans la durée, multiplie les actions judiciaires contre les élites politiques. Le plus important est le procès de Nawaz Sharif devant une cour antiterroriste. L'ancien Premier ministre plaide non coupable des accusations de « kidnapping, détournement et tentatives de meurtres », en référence à l'ordre de déroutement de l'avion de ligne emprunté par Musharraf le 12 octobre. La cour affirme que l'avion ne disposait plus que de sept minutes de kérosène après son atterrissage, et s'appuie sur le témoignage du directeur de l'aviation civile, qui confirme l'ordre de fermeture de l'aéroport. Le 6 avril 2000, Sharif est condamné à la prison à vie pour détournement d'avion et terrorisme, alors que les charges de tentatives de meurtres sont abandonnées, ce qui lui évite la peine de mort. Sous la pression du roi d'Arabie saoudite Abdallah et du Premier ministre libanais Rafiq Hariri, Pervez Musharraf accorde sa grâce à Nawaz Sharif le 10 décembre 2000, en échange de son exil en Arabie saoudite.
Compte tenu de l'état de déliquescence des formations politiques, le pouvoir militaire cherche à faire émerger une nouvelle élite politique à même de mener le prochain gouvernement et de diriger les administrations civiles. Pervez Musharraf fonde alors sa Ligue musulmane : la Ligue musulmane du Pakistan (Q) dirigée par des alliés, dont plusieurs anciens alliés de Nawaz Sharif. Mais le parti est surtout dominé par des rivaux politiques de l'ancien Premier ministre, principalement des élites économiques du Pendjab qui donnent à Musharraf un enracinement local, comme Chaudhry Shujaat Hussain qui en prend la direction. Le but principal consiste en l'élection de nouvelles figures. Dès 2000, le pouvoir avait organisé pour la première fois des élections locales dans le cadre de nouvelles institutions, qui contribuent à faire émerger une élite locale plutôt favorable au pouvoir militaire. Surtout, des élections générales sont organisées le 20 octobre 2002 pour élire les députés de l'Assemblée nationale et des quatre assemblées provinciales. Les partis politiques sont autorités à y participer, et aucune formation majeure ne décide le boycott. Le scrutin parvient donc à donner une légitimité au nouveau pouvoir, d'autant qu'il aboutit à une assemblée plurielle. La Ligue de Musharraf obtient près de 26 % des voix et 126 sièges, soit une petite majorité relative. Le Parti du peuple pakistanais (PPP) parvient à réunir un peu plus de voix, alors que la Ligue fidèle à Sharif essuie une débâcle, avec à peine 9 % des voix. Musharraf parvient cependant à s'assurer une majorité absolue en s'alliant avec le Mouvement Muttahida Qaumi, divers petits partis et indépendants, et profite aussi de défections opportunes du PPP,. Zafarullah Khan Jamali devient Premier ministre le 23 novembre 2002 et le Pakistan revient alors à un régime politique de droit commun, juste à la fin de l'échéance de trois ans fixée par la Cour suprême.

### Répressions et contestations

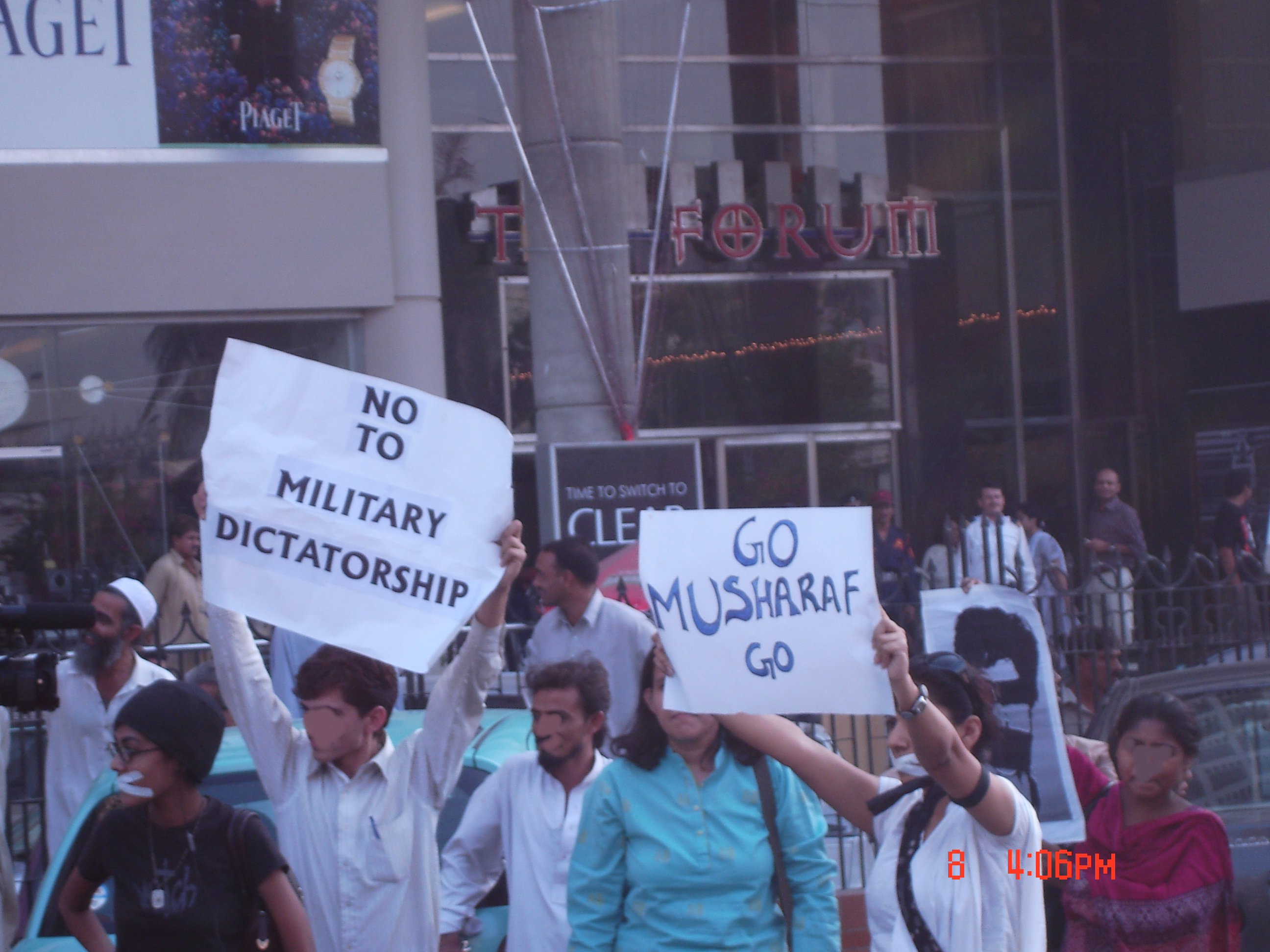
Opposants à la « dictature militaire ».

Au début de son pouvoir, Pervez Musharraf a été peu contesté. Seuls les juges de la Cour suprême sont vus comme un obstacle en l'an 2000, mais la société pakistanaise est généralement attentiste, après plus d'une décennie de pouvoir civil chaotique et corrompu. Néanmoins, des résistances éparses éclatent assez tôt, notamment de la part des journalistes qui subissent de fortes pressions du pouvoir, ainsi qu'une répression violente. Près de 48 disparitions de journalistes sont signalées entre 1999 et 2007,. En 2001, le pouvoir militaire réprime durement une révolte paysanne dans le district d'Okara. Alors que les fermiers tentaient de protester contre la mise en place d'un nouveau système de location de leurs terres, beaucoup d'entre eux sont arrêtés et huit sont tués, notamment sous la torture. Cette révolte s'inscrit dans une pratique régulière des pouvoirs militaires au Pakistan qui consiste pour des officiers de haut rang à s'approprier des terres agricoles.
La résistance face au pouvoir militaire sera surtout lancée par les juges de la Cour suprême. Iftikhar Muhammad Chaudhry en est nommé président en 2005, du fait de son allégeance au pouvoir militaire en 2000. Mais, sous son impulsion, la Cour suprême s'intéresse à des dossiers sensibles comme la vente d'une entreprise publique à un prix sous-évalué, ou la question des personnes disparues dans le Baloutchistan, province dans laquelle l'armée mène des opérations contre des mouvements séparatistes. Pervez Musharraf suspend Chaudhry le 9 mars 2007, mais cette décision soude une grande partie du corps judiciaire contre le pouvoir, créant un mouvement de contestation. Les juges de la Cour suprême décident finalement la réinstallation du juge Chaudhry le 20 juillet 2007. À la suite de la réélection de Pervez Musharraf le 6 octobre 2007 par le collège électoral pour un mandat de cinq ans, la plus haute institution judiciaire est saisie par le candidat défait. Alors que Musharraf craint que la Cour ne juge inconstitutionnel son cumul des fonctions de président et de chef de l'armée, il décrète l'état d'urgence le 3 novembre et révoque les juges réfractaires. Cette décision ne fait que renforcer la contestation menée par les juges et avocats du Pakistan, rejoints par une grande partie de la société civile qui participe à des manifestations dans tout le pays, dont certaines sont réprimées dans la violence. Les principaux partis d'opposition se joignent au mouvement, parmi lesquels le Parti du peuple pakistanais et la Ligue musulmane du Pakistan (N). Ces deux derniers remportent largement les élections législatives du 18 février 2008. Elles conduisent à la formation d'un gouvernement d’unité nationale excluant la formation politique soutenant Pervez Musharraf, et celui-ci démissionne le 18 août 2008 sous la menace d'une procédure de destitution.

## Analyse

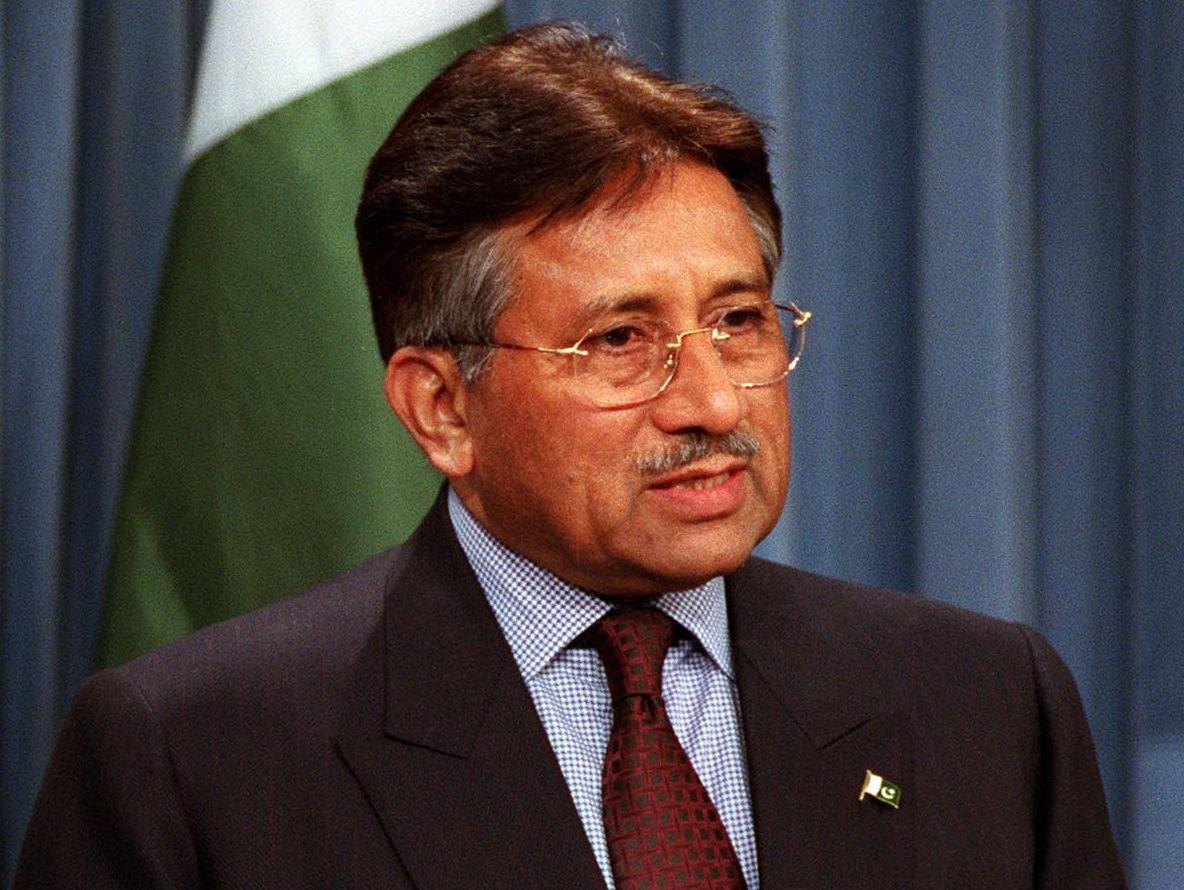
Pervez Musharraf en 2002.

Le coup d’État militaire du 12 octobre 1999 est le troisième mené dans l'histoire du Pakistan, un pays habitué à la toute puissance de l'armée pakistanaise. La réussite du tour de force s'explique notamment par l'unité du commandement militaire et son attachement à la chaîne hiérarchique. Les précédents putschs militaires de Muhammad Ayub Khan en 1958 et de Muhammad Zia-ul-Haq en 1977 ont également débouché sur un pouvoir militaire autoritaire et personnel d'environ une dizaine d'années. À l'instar de ses prédécesseurs, Pervez Musharraf personnalise son pouvoir et s’appuie sur le rejet des élites politiques et leur corruption pour justifier son coup d’État. Afin de légitimer ce dernier, il conduit lui aussi un plébiscite et cherche des appuis locaux.
Toutefois, l'héritage de ces putschs est largement critiqué, notamment concernant la répression politique et l'atteinte à la démocratie. Ayub Khan est contraint à la démission en 1969 et le régime militaire de Zia-ul-Haq disparaît immédiatement après sa mort en 1988. Ainsi, quand Pervez Musharraf prend le pouvoir en 1999, il choisit d'agir quelque peu différemment. À l'inverse de ses prédécesseurs, il ne décrète pas la loi martiale et conserve les administrations civiles et le pouvoir judiciaire en place. Il décide d'incorporer son pouvoir aux institutions de manière subtile et choisit, dès 2002, de s'entourer d'un gouvernement civil issu du monde politique traditionnel. Son régime est également largement considéré comme le moins violent des trois pouvoirs militaires qu'a connu le pays. Dans une certaine mesure, il permet même l'émergence d'un début de démocratie locale et libéralise le secteur des médias, permettant une effervescence qui n'est pas sans conséquence sur le mouvement des avocats de 2007.
En outre, Pervez Musharraf revendique son attachement à la démocratie, ce qui le distingue des autres généraux putschistes. Il réfutera toujours l'utilisation du terme « coup d’État », préférant utiliser dans son autobiographie le terme de « contre-coup ». Il affirme ainsi avoir simplement été contraint par les agissements du gouvernement et n'avoir jamais cherché à préparer un quelconque coup de force. Cette affirmation est cependant contredite par des militaires, comme l'amiral Fasih Bokhari qui affirme la préméditation de Musharraf et la volonté du général d’échapper à tout procès à propos de son rôle dans la débâcle militaire du conflit de Kargil.
De même, pour Mazhar Aziz le coup d'État a eu lieu pour préserver les intérêts des militaires face au gouvernement civil de Nawaz Sharif. Son analyse contredit donc les arguments apportés par les militaires, pour qui le coup d'État serait une réponse à la faiblesse de la démocratie et du droit au Pakistan.